# Toma Ciorbă
Toma Ciorbă (n. 15 ianuarie 1864, Chișinău, Imperiul Rus – d. 30 decembrie 1936, Chișinău, România) a fost un medic din Basarabia, inițiatorul construcției și proiectantul Spitalului de Boli Infecțioase, pe care l-a condus mai bine de 30 ani, medic sanitar al orașului Chișinău. A fost pionerul implementării vaccinului antivariolic, produs autohton, al vaccinării antivariolică obligatorie a populației din ținut și al utilizării seroterapiei în tratamentul bolnavilor de difterie. A contribuit mult la pregătirea felcerilor, moașelor și asistentelor de caritate. 
În prezent, Spitalul Clinic de Boli Infecțioase din Chișinău și o stradă adiacentă îi poartă numele.

## Biografie
Toma Ciorbă s-a născut la 15 ianuarie 1864, în Chișinău, fiind primul copil din cei șase ai familiei unui militar. A învățat la gimnaziul de băieți din Chișinău. În 1885 a intrat la Facultatea de Medicină a Universității din Kiev. În 1893 a început să lucreze ca medic-sanitar la Chișinău.
În 1896, după proiectul și sub conducerea lui Toma Ciorbă a fost construit Spitalul de boli infecțioase din Chișinău, la care el a devenit director. În acele vremuri acesta era unul dintre cele mai bune spitale de boli infecțioase din regiune și prima instituție medicală specializată din Basarabia. Toma Ciorbă conducea spitalul de boli infecțioase și totodată lucra ca ordinator, bacteriolog, prozector și educator al tinerilor lucrători medicali. El trăia foarte modest și nu percepea onorariu de la săraci, deseori chiar dându-le bani pentru cumpărarea medicamentelor și trimițându-le material combustibil pentru foc. Între anii 1896—1935 el a locuit chiar în incinta spitalului său. Fiind lipsit de susținere din partea autorităților și întâmpinând rezistența medicilor-particulari, al căror număr creștea, Toma Ciorbă avea mari dificultăți în întreținerea spitalului, precum și în procurarea utilajului și medicamentelor. Fiind un medic-clinician excelent, apreciat și în afara Basarabiei, Toma Ciorbă a fost invitat să lucreze la Sankt Petersburg, însă a refuzat oferta și nu a părăsit orașul natal.
În timpul Războiului Ruso-Japonez, la decizia secției locale a Crucii Roșii, Toma Ciorbă a fost numit în fruntea Spitalului militar din Basarabia, care s-a deplasat în Orientul Îndepărtat, unde a activat timp de doi ani.
Toma Ciorbă a introdus în Basarabia vaccinarea obligatorie a populației contra variolei și seroterapia contra difteriei.
S-a stins din viață în 1936. Este înmormântat în Cimitirul Central (Armenesc) din Chișinău.
Toma Ciorbă este autor al unei serii de lucrări despre situația sanitară a orașului Chișinău, despre activitatea spitalului de boli infecțioase condus de el și a secției psihiatrice a spitalului ținutului Basarabia.
Numele lui Toma Ciorbă îl poartă astăzi Spitalul Clinic de Boli Infecțioase din Chișinău, unde este fixată o stelă comemorativă cu următoarea inscripție:
„Aici a trăit și a activat în anii 1894-1935 medicul umanist Toma Ciorbă – pioner al vaccinării obligatorii antivariolice, al seroterapiei difteriei și fondator al primului spital de boli infecțioase din Basarabia, care a fost inaugurat în anul 1896”.